# Adolf Opálka
Adolf Opálka (4. januar 1915 – 18. juni 1942) var en tjekkoslovakisk officerer (Premierløjtnant) og modstandsmand under 2. Verdenskrig. Han var medlem af den tjekkiske sabotagegruppe ”Out Distance”, en anti-nazistisk modstandsgruppe under 2. verdenskrig. 
Adolf Opálka deltog og ledede Operation Anthropoid den 27. maj 1942, hvis mål var at likvidere den tyske statholder i Tjekkoslovakiet SS-Obergruppenführer Reinhard Heydrich. Heydrich døde den 4. juni 1942 som følge af attentatet. 
Adolf Opálka blev dræbt eller begik selvmord i Skt. Cyril and Methodius Cathedral den 18. juni 1942 sammen med seks andre, som alle deltog i Operation Anthropoid.
1. ↑  Navnet er anført på svensk og stammer fra Wikidata hvor navnet endnu ikke findes på dansk.
2. ↑  Navnet er anført på svensk og stammer fra Wikidata hvor navnet endnu ikke findes på dansk.
3. ↑  Navnet er anført på engelsk og stammer fra Wikidata hvor navnet endnu ikke findes på dansk.
4. 1 2  Navnet er anført på svensk og stammer fra Wikidata hvor navnet endnu ikke findes på dansk.
5. ↑  Navnet er anført på engelsk og stammer fra Wikidata hvor navnet endnu ikke findes på dansk.
6. ↑  Navnet er anført på engelsk og stammer fra Wikidata hvor navnet endnu ikke findes på dansk.
7. ↑  Navnet er anført på bokmål og stammer fra Wikidata hvor navnet endnu ikke findes på dansk.
8. ↑  Navnet er anført på bokmål og stammer fra Wikidata hvor navnet endnu ikke findes på dansk.